# 藍紋黑麗魚
藍紋黑麗魚，為輻鰭魚綱鱸形目隆頭魚亞目慈鯛科的其中一種，被IUCN列為易危保育類動物，分布於非洲馬拉威湖流域，棲息深度約5公尺，體長可達7.5公分，棲息在岩石底質水域，以浮游生物及底棲無脊椎動物為食，生活習性不明，可作為觀賞魚。

## 擴展閱讀
維基物種上的相關：藍紋黑麗魚